# Kaltenbrunn (Mitwitz)
Kaltenbrunn ist ein Gemeindeteil des Marktes Mitwitz im Landkreis Kronach (Oberfranken, Bayern).

## Geographie
Am Dorf, das sich am westlichen Fuß des Rotschreuther Berges befindet, fließt die Untere Föritz vorbei. Die Staatsstraße 2708 führt nach Mitwitz zur Bundesstraße 303 (2,5 km westlich) bzw. nach Haig (3,3 km nordöstlich). Eine Gemeindeverbindungsstraße führt nach Burgstall zur B 303 (1,8 km südlich).

## Geschichte
Der Ortsname geht wohl auf eine fließende, klare Quelle zurück. Nach dem Urbar des Hochstift Bamberg aus dem Jahr 1348 waren die Orte Rotschreuth, Kröttendorf und Kaltenbrunn dem Kronacher Wolfelin Zolner verpfändet. Kaltenbrunn war zeitweise aufgegeben und bestand 1595 aus drei ganzen und vier halben Gütern sowie einer Wustung. Der Ort gehörte in der Frühen Neuzeit zum Halsgericht Mitwitz. Im Dreißigjährigen Krieg litt Mitwitz und seine Nachbarorte unter wiederholten Plünderungen und damit verbundenen Ermordungen.
Gegen Ende des 18. Jahrhunderts gab es in Kaltenbrunn 12 Anwesen (4 Sölden, 1 halbe Sölde, 3 halbe Güter, 3 Tropfhäuser, 1 Haus) und 1 halbe Wustung, die zu der Zeit unbewohnt war. Das Hochgericht übte das Halsgericht Mitwitz aus. Die Dorf- und Gemeindeherrschaft sowie die Grundherrschaft hatte die Herrschaft Mitwitz inne.
Infolge des Reichsdeputationshauptschlusses kam Kaltenbrunn im Jahr 1806 zum Kurfürstentum Bayern. Mit dem Gemeindeedikt wurde Kaltenbrunn dem 1808 gebildeten Steuerdistrikt Mitwitz zugewiesen. Mit dem Zweiten Gemeindeedikt (1818) entstand die Ruralgemeinde Kaltenbrunn, zu der Bächlein, Bätzenwustung, Froschgrün, Krötendorfswustung, Neubau und Schaumbergswustung gehörten. Sie war in Verwaltung und Gerichtsbarkeit dem Herrschaftsgericht Mitwitz zugeordnet und in der Finanzverwaltung dem Rentamt Kronach (1919 in Finanzamt Kronach umbenannt). 1849 wurde das Herrschaftsgericht aufgelöst und Kaltenbrunn dem Landgericht Kronach überwiesen. In der ersten Hälfte des 19. Jahrhunderts wurden auf dem Gemeindegebiet Haderleinswustung und Veitenwustung gegründet. Ab 1862 gehörte Kaltenbrunn zum Bezirksamt Kronach (1939 in Landkreis Kronach umbenannt). Die Gerichtsbarkeit blieb beim Landgericht Kronach (1879 in das Amtsgericht Kronach umgewandelt). Die Gemeinde hatte eine Fläche von 5,706 km².
Am 1. Januar 1974 wurde die Gemeinde Kaltenbrunn im Zuge der Gebietsreform in Bayern nach Mitwitz eingegliedert.

### Baudenkmäler
- Kaltenbrunn 4: Wohnstallhaus

Das folgende Haus listete Tilmann Breuer in dem Buch Landkreis Kronach von 1964 mit seiner ursprünglichen Hausnummer auch als Kunstdenkmal auf. Es wird in der Denkmalschutzliste nicht geführt, da es entweder nicht aufgenommen, abgerissen oder stark verändert wurde.
- Haus Nr. 1: Zweigeschossiger Wohnstallbau mit Satteldach, ehemals bis auf den Stallteil verschiefert. Der Sturz der Wohnungstür bezeichnet „JK MK 1840“; Türflügel geteilt und aufgedoppelt. Stallteil aus Sandsteinquadern.[10]

### Einwohnerentwicklung
Gemeinde Kaltenbrunn
| Jahr      | 1840   | 1852   | 1855   | 1861   | 1867   | 1871   | 1875   | 1880   | 1885   | 1890   | 1895   | 1900   | 1905   | 1910   | 1919   | 1925   | 1933   | 1939   | 1946   | 1950   | 1952   | 1961  | 1970   |
| Einwohner | 166    | 175    | 182    | 182    | 183    | 178    | 165    | 197    | 202    | 194    | 185    | 186    | 189    | 192    | 204    | 207    | 183    | 180    | 271    | 252    | 260    | 212   | 190    |
| Häuser    |        |        |        |        |        | 29     |        |        | 34     | 33     |        | 33     |        |        |        | 37     |        |        |        | 38     |        | 41    |        |
| Quelle    | [ 12 ] | [ 12 ] | [ 12 ] | [ 13 ] | [ 14 ] | [ 15 ] | [ 16 ] | [ 17 ] | [ 18 ] | [ 19 ] | [ 12 ] | [ 20 ] | [ 12 ] | [ 21 ] | [ 12 ] | [ 22 ] | [ 12 ] | [ 12 ] | [ 12 ] | [ 23 ] | [ 12 ] | [ 7 ] | [ 24 ] |

Ort Kaltenbrunn
| Jahr      | 001813 | 001861 | 001871 | 001885 | 001900 | 001925 | 001950 | 001961 | 001970 | 001987 |
| Einwohner | 49     | 61     | 84     | 90     | 63     | 89     | 99     | 93     | 101    | 85     |
| Häuser    | 11     |        |        | 12     | 13     | 16     | 15     | 18     |        | 20     |
| Quelle    | [ 25 ] | [ 13 ] | [ 15 ] | [ 18 ] | [ 20 ] | [ 22 ] | [ 23 ] | [ 7 ]  | [ 24 ] | [ 26 ] |

## Religion
Der Ort ist seit der Reformation evangelisch-lutherisch geprägt und nach St. Jakob (Mitwitz) gepfarrt. Die katholische Minderheit war zunächst in die Schlosskuratie in Mitwitz gepfarrt.
Die zuständige evangelische Bekenntnisschule befand sich zunächst in Burggrub. Ab 1900 waren die evangelischen Kinder von Kaltenbrunn dem Schulsprengel von Mitwitz zugeordnet, während die katholischen Kinder zum Schulsprengel Haig gehörten. Ziemlich bald darauf gab es eine evangelische Schule im Ort.